# Grande Prêmio da Espanha de 2011
O Grande Prémio da Espanha de 2011 foi a quinta corrida da temporada de 2011 da Fórmula 1. O evento foi realizado no Circuito da Catalunha. O treino classificatório ocorreu no dia 21 de maio e a pole position foi conquistada pelo australiano Mark Webber com um tempo de 1m20s981. A corrida foi realizada no dia seguinte e teve como vencedor o piloto alemão Sebastian Vettel, seguido pelos ingleses Lewis Hamilton, em segundo lugar, e Jenson Button, em terceiro.

## Classificação
| #                        | Nº | Piloto             | Equipe            | Q1        | Q2       | Q3        | Voltas |
| 1                        | 2  | Mark Webber        | Red Bull Racing   | 1:23.619  | 1:21.773 | 1:20.981  | 12     |
| 2                        | 1  | Sebastian Vettel   | Red Bull Racing   | 1:24.142  | 1:21.540 | 1:21.181  | 13     |
| 3                        | 3  | Lewis Hamilton     | McLaren           | 1:24.370  | 1:22.148 | 1:21.961  | 12     |
| 4                        | 5  | Fernando Alonso    | Ferrari           | 1:23.485  | 1:22.813 | 1:21.964  | 15     |
| 5                        | 4  | Jenson Button      | McLaren           | 1:24.428  | 1:22.050 | 1:21.996  | 12     |
| 6                        | 10 | Vitaly Petrov      | Renault           | 1:23.069  | 1:22.948 | 1:22.471  | 14     |
| 7                        | 8  | Nico Rosberg       | Mercedes          | 1:23.507  | 1:22.569 | 1:22.599  | 14     |
| 8                        | 6  | Felipe Massa       | Ferrari           | 1:23.506  | 1:23.026 | 1:22.888  | 15     |
| 9                        | 12 | Pastor Maldonado   | Williams          | 1:23.406  | 1:22.854 | 1:22.952  | 14     |
| 10                       | 7  | Michael Schumacher | Mercedes          | 1:22.960  | 1:22.671 | sem tempo | 12     |
| 11                       | 18 | Sebastien Buemi    | Toro Rosso        | 1:23.962  | 1:23.231 |           | 6      |
| 12                       | 17 | Sergio Perez       | Sauber            | 1:24.209  | 1:23.367 |           | 9      |
| 13                       | 19 | Jaime Alguersuari  | Toro Rosso        | 1:24.049  | 1:23.694 |           | 9      |
| 14                       | 16 | Kamui Kobayashi    | Sauber            | 1:23.656  | 1:23.702 |           | 8      |
| 15                       | 20 | Heikki Kovalainen  | Lotus-Renault     | 1:25.874  | 1:25.403 |           | 6      |
| 16                       | 15 | Paul di Resta      | Force India       | 1:24.332  | 1:26.126 |           | 13     |
| 17                       | 14 | Adrian Sutil       | Force India       | 1:24.648  | 1:26.571 |           | 13     |
| 18                       | 21 | Jarno Trulli       | Lotus-Renault     | 1:26.521  |          |           | 4      |
| 19                       | 11 | Rubens Barrichello | Williams          | 1:26.910  |          |           | 5      |
| 20                       | 24 | Timo Glock         | Virgin-Cosworth   | 1:27.315  |          |           | 8      |
| 21                       | 23 | Vitantonio Liuzzi  | Hispania-Cosworth | 1:27.809  |          |           | 9      |
| 22                       | 22 | Narain Karthikeyan | Hispania-Cosworth | 1:27.908  |          |           | 9      |
| 23                       | 25 | Jerome d'Ambrosio  | Virgin-Cosworth   | 1:28.556  |          |           | 5      |
| 24                       | 9  | Nick Heidfeld      | Renault           | Sem tempo |          |           | 0      |
| Tempo dos 107%: 1:28.767 |    |                    |                   |           |          |           |        |

- Fonte: Site Oficial da Fórmula 1.[5]

## Corrida
| #   | Nº | Piloto             | Equipe           | Voltas | Tempo       | Grid | Pontos |
| 1   | 1  | Sebastian Vettel   | Red Bull Racing  | 66     | 1h39m03s301 | 2    | 25     |
| 2   | 3  | Lewis Hamilton     | McLaren          | 66     | +0.6s       | 3    | 18     |
| 3   | 3  | Jenson Button      | McLaren          | 66     | +35.6s      | 5    | 15     |
| 4   | 2  | Mark Webber        | Red Bull Racing  | 66     | +47.9s      | 1    | 12     |
| 5   | 5  | Fernando Alonso    | Ferrari          | 65     | + 1 volta   | 4    | 10     |
| 6   | 7  | Michael Schumacher | Mercedes         | 65     | + 1 volta   | 10   | 8      |
| 7   | 8  | Nico Rosberg       | Mercedes         | 65     | + 1 volta   | 7    | 6      |
| 8   | 9  | Nick Heidfeld      | Renault          | 65     | + 1 volta   | 24   | 4      |
| 9   | 17 | Sergio Perez       | Sauber           | 65     | + 1 volta   | 12   | 2      |
| 10  | 16 | Kamui Kobayashi    | Sauber           | 65     | + 1 volta   | 14   | 1      |
| 11  | 10 | Vitaly Petrov      | Renault          | 65     | + 1 volta   | 6    |        |
| 12  | 15 | Paul di Resta      | Force India      | 65     | + 1 volta   | 16   |        |
| 13  | 14 | Adrian Sutil       | Force India      | 65     | + 1 volta   | 17   |        |
| 14  | 18 | Sebastien Buemi    | Toro Rosso       | 65     | + 1 volta   | 11   |        |
| 15  | 12 | Pastor Maldonado   | Williams         | 65     | + 1 volta   | 9    |        |
| 16  | 19 | Jaime Alguersuari  | Toro Rosso       | 64     | + 2 voltas  | 13   |        |
| 17  | 11 | Rubens Barrichello | Williams         | 64     | + 2 voltas  | 19   |        |
| 18  | 11 | Jarno Trulli       | Lotus-Renault    | 64     | + 2 voltas  | 18   |        |
| 19  | 24 | Timo Glock         | Virgin-Cosworth  | 63     | + 3 voltas  | 20   |        |
| 20  | 25 | Jerome d'Ambrosio  | Virgin-Cosworth  | 62     | + 4 voltas  | 23   |        |
| 21  | 22 | Narain Karthikeyan | Hipania-Cosworth | 61     | + 5 voltas  | 22   |        |
| 22  | 6  | Felipe Massa       | Ferrari          | 58     | Câmbio      | 8    |        |
| Ret | 20 | Heikki Kovalainen  | Lotus-Renault    | 48     | Acidente    | 15   |        |
| Ret | 23 | Vitantonio Liuzzi  | Hipania-Cosworth | 28     | Câmbio      | 21   |        |

## Tabela do campeonato após a corrida
Observe que somente as cinco primeiras posições estão incluídas na tabela.